# Борсук, Владимир Моисеевич
Владимир Моисеевич Борсук (укр. Володимир Мойсейович (Мусійович) Борсук; род. 6 января 1924 года, село Нуйно) — бригадир проходчиков Великомостовского строительного управления комбината «Укрзападшахтострой» Министерства строительства предприятий угольной промышленности Украинской ССР, Львовская область. Герой Социалистического Труда (1957).

## Биография
Родился в 1924 году в многодетной крестьянской семье в селе Нуйно. Окончил четыре класса сельской школы. С 1934 года был пастухом в соседнем селе, затем работал рабочим на железной дороге. Во время Второй мировой войны был отправлен на принудительные работы в Псков на строительство железной дороги и затем — на север Италии, где строил железнодорожную линию в Альпах.
После окончания войны через Австрию и Словакию добрался до Братиславы, где был призван в Советскую армию. В 1948 году переведён в Ростов-на-Дону. После службы возвратился в родное село.
С 1950 по 1954 года — разнорабочий (бетонщик, каменщик, плотник) на строительстве Нововолынской шахты № 1 в Нововолынске, затем — шахтёр, бригадир первой проходческой бригады Нововолынской шахты № 1. С 1954 года — бригадир проходчиков шахт № 1 и № 2 «Великомостовская»; бригадир проходчиков (мастеров механизированного забоя) Червоноградской шахты № 1 Великомостовская строительного управления комбината «Укрзападшахтострой» Министерства строительства предприятий угольной промышленности Украинской ССР.
Бригада Владимира Борсука досрочно выполнила задания и социалистические обязательства пятой пятилетки. Указом Президиума Верховного Совета СССР от 26 апреля 1957 года «за выдающиеся успехи, достигнутые в деле развития угольной промышленности в годы пятой пятилетки и в 1956 году» удостоен звания Героя Социалистического Труда с вручением ордена Ленина и золотой медали «Серп и Молот».
Избирался депутатом Львовского областного совета 6-го созыва (1957—1959 годы).
Семнадцать лет проработал на шахтах Львовской области, некоторое время проживал в городе Архангельске. Затем вернулся в родное село, работал в местном колхозе.
После выхода на пенсию проживал в Нуйно Камень-Каширского района.